# قوائم فرق كأس أمم أوروبا 1960
القوائم التالية تمثل اللاعبين المشاركين في كأس أمم أوروبا 1960 في فرنسا، التي لعبت ما بين 6 يوليو و10 يوليو 1960.

## تشيكوسلوفاكيا
مدرب الفريق : رودولف فيتلاسيل
- تيتوس بوبرنيك
- فلاستيميل بوبنيك
- ميلان دولينسكي
- جوستن يافوريك
- أندري كفاشناك
- يوسيف ماسوبست
- بافول مولنار
- أنتون مورافيسيتش
- لاديسلاف نوفاك
- لاديسلاف بافلوفيتش
- سفاتوبلوك بلوسكال
- يان بوبلوهار
- فرانتشيك شافرانيك
- فيليام ستشرويف
- ييري تيتشي
- جوزيف فاسينوفيسكي
- جوزيف فويتا

## فرنسا
مدرب الفريق : ألبرت باتو
- أندري تشوردا
- يفون دويس
- ريني فرير
- روبرت هيربن
- فرانسوا هويت
- روبرت جونكويت
- جيورجيس لاميا
- جان جاك مارسيل
- لوسين مولر
- برونو رودزيك
- باول سوفيج
- روبرت سياتكا
- ميشيل ستيفينارد
- جان تايلاندير
- جين فينسينت
- جان ويندلينغ
- ماريان ويسنيسكي

## الاتحاد السوفييتي
مدرب الفريق : غافريل كاتشالين
- غيرمان أبوختين
- فالنتين بوبوكين
- غيفي تشوخيلي
- فالنتين إيفانوف
- زاور كالوييف
- فلاديمير كيساريف
- يوري كوفاليوف
- أناتولي كروتيكوف
- فلاديمير ماسلاتشينكو
- أناتولي ماسليونكن
- ميكال ميسخي
- سلافا ميتريفيلي
- إيغور نيتو
- فيكتور بونيديلنك
- فيكتور تساريف
- يوري فوينوف
- ليف ياشين

## يوغسلافيا
مدربوا الفريق : ألكساندر ترينانيتش، ليوبومير لوفريتش، دراغومير نيكوليتش
- توميسلاف كرنكوفيتش
- فلاديمير دركوفيتش
- ميلان غاليك
- درازين يركوفيتش
- فاهرودن يوسوفي
- توميسلاف نيز
- بورا كوستيتش
- زيليكو ماتوس
- جوفان ميلادينوفيتش
- محمد موجيتش
- زاركو نيكوليتش
- زيليكو بيروسيتش
- دراغوسلاف سيكولاراك
- ميلوتن سوسكيتش
- بلاغوي فيدينيتش
- أنتي زانتيك
- برانكو زيبيتش